# Sweet Dreams (Are Made of This) (single)
Sweet Dreams (Are Made of This) is een nummer van het Britse duo Eurythmics. Het nummer verscheen op hun gelijknamige album uit 1983. Op 21 januari van dat jaar werd het nummer uitgebracht als de vierde en laatste single van het album.

## Achtergrond
Annie Lennox en David A. Stewart, de leden van Eurythmics, schreven "Sweet Dreams (Are Made of This)" nadat hun band The Tourists uit elkaar ging en zij samen een duo vormden. Zij waren als stel inmiddels ook uit elkaar, maar zij bleven toch samenwerken. Zij raakten geïnteresseerd in elektronische muziek en schaften synthesizers aan. Volgens Stewart produceerde hij de beat en de riff van het nummer op een synthesizer. Lennox zei hierover: "What the hell is dat?". Zij begon zelf te spelen op een andere synthesizer en het nummer ontstond uit de twee instrumenten.
Volgens Lennox gaat de tekst van het nummer over de ongelukkige tijd na het uiteenvallen van The Tourists, toen ze vond dat ze in een "droomwereld" waren en wat zij probeerden na te jagen nooit bereikt zou worden. Ze beschreef het nummer: "Kijk naar ons. Hoe kan het slechter worden?", en voegde hieraan toe: "Ik voelde me erg kwetsbaar. Het nummer was een expressie van hoe ik me voelde: hopeloos en nihilistisch." Stewart vond echter dat de tekst te depressief was en voegde de brug "hold your head up, moving on" toe om het nummer wat vrolijker te maken.
Stewart heeft gezegd dat de platenmaatschappij "Sweet Dreams (Are Made of This)" niet geschikt vond als single vanwege het gebrek aan een refrein en ze het eigenlijk niet uit wilden brengen. Toen een radio-dj in Cleveland het nummer bleef draaien en het een goede reactie kreeg, besloot het label alsnog om het op single uit te brengen. 
Het betekende de wereldwijde doorbraak van Eurythmics en hun bekendste plaat en bereikte in thuisland het Verenigd Koninkrijk de 2e positie in de UK Singles Chart. Tevens was het in mei 1983 ook de eerste single van het duo welke in de Verenigde Staten werd uitgebracht en bereikte in september 1983 de nummer 1-positie in de Billboard Hot 100.
In Nederland was de plaat op maandag 28 maart 1983 de 161e AVRO's Radio en TV-Tip op Hilversum 3 en werd een grote hit in de destijds drie hitlijsten op de nationale publieke popzender. De plaat bereikte de 9e positie in de Nederlandse Top 40 en de 10e positie in de Nationale Hitparade. In de TROS Top 50 werd zelfs de 8e positie bereikt. In de Europese hitlijst op Hilversum 3, de TROS Europarade, werd de 5e positie bereikt.
In België bereikte de plaat de 2e positie in de Vlaamse Radio 2 Top 30 en de 3e positie in de voorloper van Vlaamse Ultratop 50. In Wallonië werd géén notering behaald.
Na het succes van de single werd de vorige single van het duo, "Love Is a Stranger", opnieuw uitgebracht en werd ook een wereldwijde hit. Het tijdschrift Rolling Stone plaatste het nummer in 2004 op de 356e plaats in hun lijst The 500 Greatest Songs of All Time. Het nummer werd in 1989 geremixt door technoproducer Dave Angel, die het op kleine schaal uitbracht. De band kon het waarderen en bracht deze 'Nightmare'-remix als B-Kant van hun single Angel (1989). In 1991 kwam een remix van het nummer uit ter promotie van het Eurythmics-album Greatest Hits, welke de 48e positie behaalde in thuisland het Verenigd Koninkrijk. In 2006 bereikte een remix van Steve Angello de 10e positie in Frankrijk.
Sinds de allereerste editie in december 1999, staat de plaat onafgebroken genoteerd in de jaarlijkse NPO Radio 2 Top 2000 van de Nederlandse publieke radiozender NPO Radio 2, met als hoogste notering een 339e positie in 2018.

## Videoclip
De videoclip van "Sweet Dreams (Are Made of This)" werd geregisseerd door Chris Ashbrook en gefilmd in januari 1983, kort voor de release van de single en het album. In de video zijn Lennox en Stewart te zien in een vergaderruimte, waarbij Lennox het nummer zingt terwijl er beelden van een Saturnus V-lancering op een scherm te zien zijn en Stewart op een computer typt (wat eigenlijk een MCS-drumcomputer is). Hierna mediteren de twee op de tafel in de ruimte. Vervolgens speelt Stewart op een cello in een veld, waarna de twee weer te zien zijn terwijl ze liggen op de tafel en er een koe om hen heen loopt. Opnieuw typt Stewart iets op de computer, terwijl de koe vlak naast hem ergens op kauwt. Hierna staat het duo samen in het veld met een aantal koeien om hen heen, terwijl Stewart nog steeds op de computer typt. Daarna drijven zij in een boot, waarbij Stewart opnieuw op de cello speelt. De video eindigt met Lennox in bed, waarbij het scherm zwart wordt nadat zij de lamp naast haar bed uitzet.
De clip werd vaak getoond op MTV en wordt gezien als een klassieker uit de beginperiode van de zender. De androgyne uitstraling van Lennox, die in de clip kort, oranje haar heeft en een mannenpak aanheeft, zorgden er direct voor dat zij een bekende naam was binnen de muziekwereld. Deze uitstraling kwam terug in de videoclips voor de singles "Love Is a Stranger" en "Who's That Girl?". In een tweede videoclip zijn Lennox en Stewart in een trein te zien, waarbij close-ups van de lippen van Lennox te zien zijn in het raam terwijl zij zingt.
In Nederland werd de videoclip destijds op televisie uitgezonden door de popprogramma's AVRO's Toppop met AVRO Hilversum 3 dj Ad Visser en Countdown van Veronica met Veronica Hilversum 3 dj Lex Harding.

## Coverversies
Van het nummer zijn een aantal covers gemaakt, waarvan de versie van de Amerikaanse band Marilyn Manson de bekendste is. Deze versie verscheen op hun ep Smells Like Children uit 1995, waarop enkel covers, remixen en intermezzo's te horen zijn. Op 22 juni van dat jaar werd het nummer uitgebracht als de enige single van het album en werd de eerste echte hit van de band. In de videoclip is de gelijknamige zanger van de band te zien terwijl hij aan zelfverminking doet, een tutu draagt en rijdt op een varken. Ook deze videoclip werd vaak op MTV getoond en werd genomineerd voor een MTV Video Music Award in 1996 in de categorie "Best Rock Video". Het tijdschrift Billboard verkoos de clip in 2010 tot de "engste muziekvideo ooit", nog voor "Thriller" van Michael Jackson. David A. Stewart vond deze versie van het nummer goed en noemde de clip "een van de engste dingen die ik ooit gezien heb".
Andere artiesten die het nummer coverden zijn Swingfly in samenwerking met Dr. Alban, Avicii, actrice Emily Browning voor de film Sucker Punch en JX Riders in samenwerking met Skylar Stecker. Daarnaast hebben Selena Gomez en Tori Amos het nummer live gecoverd.

## Hitnoteringen

### Nederlandse Top 40
| Hitnotering: 09-04-1983 t/m 28-05-1983 | Hitnotering: 09-04-1983 t/m 28-05-1983 | Hitnotering: 09-04-1983 t/m 28-05-1983 | Hitnotering: 09-04-1983 t/m 28-05-1983 | Hitnotering: 09-04-1983 t/m 28-05-1983 | Hitnotering: 09-04-1983 t/m 28-05-1983 | Hitnotering: 09-04-1983 t/m 28-05-1983 | Hitnotering: 09-04-1983 t/m 28-05-1983 | Hitnotering: 09-04-1983 t/m 28-05-1983 | Hitnotering: 09-04-1983 t/m 28-05-1983 |
| Week                                   | 1                                      | 2                                      | 3                                      | 4                                      | 5                                      | 6                                      | 7                                      | 8                                      |                                        |
| -------------------------------------- | -------------------------------------- | -------------------------------------- | -------------------------------------- | -------------------------------------- | -------------------------------------- | -------------------------------------- | -------------------------------------- | -------------------------------------- | -------------------------------------- |
| Nummer                                 | 32                                     | 17                                     | 10                                     | 9                                      | 9                                      | 21                                     | 34                                     | 40                                     | uit                                    |

### Nationale Hitparade
| Hitnotering: 09-04-1983 t/m 04-06-1983 | Hitnotering: 09-04-1983 t/m 04-06-1983 | Hitnotering: 09-04-1983 t/m 04-06-1983 | Hitnotering: 09-04-1983 t/m 04-06-1983 | Hitnotering: 09-04-1983 t/m 04-06-1983 | Hitnotering: 09-04-1983 t/m 04-06-1983 | Hitnotering: 09-04-1983 t/m 04-06-1983 | Hitnotering: 09-04-1983 t/m 04-06-1983 | Hitnotering: 09-04-1983 t/m 04-06-1983 | Hitnotering: 09-04-1983 t/m 04-06-1983 | Hitnotering: 09-04-1983 t/m 04-06-1983 |
| Week                                   | 1                                      | 2                                      | 3                                      | 4                                      | 5                                      | 6                                      | 7                                      | 8                                      | 9                                      |                                        |
| -------------------------------------- | -------------------------------------- | -------------------------------------- | -------------------------------------- | -------------------------------------- | -------------------------------------- | -------------------------------------- | -------------------------------------- | -------------------------------------- | -------------------------------------- | -------------------------------------- |
| Positie                                | 34                                     | 19                                     | 13                                     | 10                                     | 13                                     | 24                                     | 23                                     | 34                                     | 39                                     | uit                                    |

### TROS Top 50
Hitnotering: 07-04-1983 t/m 19-05-1983. Hoogste notering: #7 (1 week).

### TROS Europarade
Hitnotering: 08-05-1983 t/m 14-08-1983. Hoogste notering: #5 (1 week).

### NPO Radio 2 Top 2000
| Nummer met noteringen in de NPO Radio 2 Top 2000 | '99 | '00 | '01 | '02 | '03 | '04 | '05 | '06 | '07 | '08 | '09 | '10 | '11 | '12 | '13 | '14 | '15 | '16 | '17 | '18 | '19 | '20 | '21 | '22 | '23 | '24 |
| ------------------------------------------------ | --- | --- | --- | --- | --- | --- | --- | --- | --- | --- | --- | --- | --- | --- | --- | --- | --- | --- | --- | --- | --- | --- | --- | --- | --- | --- |
| Sweet Dreams (Are Made of This)                  | 472 | 457 | 924 | 600 | 853 | 544 | 582 | 674 | 802 | 654 | 728 | 655 | 474 | 666 | 507 | 708 | 666 | 685 | 567 | 339 | 484 | 412 | 455 | 458 | 445 | 532 |

1. ↑  Een vetgedrukt getal geeft de hoogste notering aan.